# Христо Тасламичев
Христо Тасламичев (Тасламиче) е български строител от Македония.

## Биография
Роден е в Прилеп, тогава в Османската империя. Църквата „Благовещение Богородично“ в Прилеп е дело на майсторите Коста Лауца и Христо Тасламичев, изградена в 1838 година. В родния си град Тасламичев построява и училището, което има славата на училищна сграда от първостепенни градове. Автор е и на часовниковата кула в града, както и на църквите „Възнесение Господне“ в Мало Рувци и „Св. св. Петър и Павел“ в Радобор.